# Christian Dürr
Christian Dürr (Delmenhorst, 18 aprile 1977) è un economista e politico tedesco del Partito Liberale Democratico, di cui è capogruppo al Bundestag dal 2021  e di cui è presidente federale dal 2025.